# Jessica Hull
Jessica Hull (* 22. Oktober 1996 in Albion Park, New South Wales) ist eine australische Leichtathletin, die sich auf den Mittel- und Langstreckenlauf spezialisiert hat. Sie ist Inhaberin des Weltrekordes über 2000 Meter und gewann 2024 eine olympische Silbermedaille über 1500 Meter.

## Sportliche Laufbahn
Erste internationale Erfahrungen sammelte Jessica Hull im Jahr 2014, als sie bei den Juniorenweltmeisterschaften in Eugene in 9:08,85 min den siebten Platz im 3000-Meter-Lauf belegte. Im Jahr darauf erreichte sie bei den Crosslauf-Weltmeisterschaften 2015 in Guiyang nach 23:11 min Rang 69 im U20-Rennen und begann im Herbst ein Studium an der University of Oregon in Eugene, bevor sie 2018 NCAA-Meisterin im 1500-Meter-Lauf wurde. 2019 qualifizierte sie sich über diese Distanz für die Weltmeisterschaften in Doha und gelangte dort bis ins Halbfinale, in dem sie mit neuer Bestleistung von 4:01,80 min ausschied. 2021 nahm sie an den Olympischen Spielen in Tokio teil und erreichte dort mit neuem Ozeanienrekord von 3:58,81 min das Finale und klassierte sich dort mit 4:02,63 min auf dem elften Platz.
2022 verbesserte sie den Ozeanien-Hallenrekord über die Meile auf 4:24,06 min und kurz zuvor verbesserte sie die australische Bestmarke über 3000 Meter in der Halle auf 8:39,79 min. Sie startete dann im März über diese Distanz bei den Hallenweltmeisterschaften in Belgrad und belegte dort in 8:44,97 min Rang sechs. Im Mai wurde sie beim British Grand Prix in 4:03,42 min Zweite über 1500 Meter und zuvor gelangte sie bei der Doha Diamond League mit 8:40,97 min auf Rang drei über 3000 Meter. Anfang Juli verbesserte sie den Ozeanienrekord über die Meile auf 4:19,89 min und löste damit Linden Hall als Rekordhalterin ab. Bei den Weltmeisterschaften in Eugene belegte sie mit 4:01,82 min im Finale den siebten Platz über 1500 Meter und anschließend wurde sie bei den Commonwealth Games in Birmingham in 4:07,31 min Achte. Bei den Crosslauf-Weltmeisterschaften 2023 in Bathurst gewann sie in 23:26 min gemeinsam mit Oliver Hoare, Stewart McSweyn und Abbey Caldwell die Bronzemedaille in der Mixed-Staffel hinter den Teams aus Kenia und Äthiopien. Kurz darauf siegte sie in 4:07,11 min über 1500 Meter beim Maurie Plant Meet – Melbourne und im Juni wurde sie bei der Golden Gala Pietro Mennea in 3:57,29 min Dritte. Auch bei den Bislett Games wurde sie in 4:18,24 min Dritte über die Meile und im August belegte sie bei den Weltmeisterschaften in Budapest mit 3:59,54 min im Finale über 1500 Meter den siebten Platz. Zudem kam sie über 5000 Meter mit 15:15,89 min nicht über den Vorlauf hinaus. 2024 belegte sie bei den Hallenweltmeisterschaften in Glasgow mit neuem Ozeanienrekord von 8:24,39 min den vierten Platz über 3000 Meter. Im Mai wurde sie bei der Doha Diamond League in 4:00,84 min Zweite über 1500 Meter und auch beim Prefontaine Classic wurde sie in 3:55,97 min Zweite. Daraufhin wurde sie bei den Bislett Games in 8:25,82 min Dritte über 3000 Meter und wurde beim Meeting de Paris mit neuem Ozeanienrekord von 3:50,83 min Zweite und liegt damit auf Rang fünf der ewigen Bestenliste (Stand: 2024). Anschließend siegte sie beim Herculis in 5:19,70 min über 2000 Meter und stellte damit einen neuen Weltrekord auf, womit sie Francine Niyonsaba als Rekordhalterin ablöste. Im August gewann sie dann bei den Olympischen Spielen in Paris in 3:52,56 min im Finale die Silbermedaille über 1500 Meter hinter der Kenianerin Faith Kipyegon. Im September wurde sie beim Memorial Van Damme in 3:56,99 min Dritte.
2025 gewann sie bei den Hallenweltmeisterschaften in Nanjing in 8:38,28 min die Bronzemedaille über 3000 Meter hinter der Äthiopierin Freweyni Hailu und Shelby Houlihan aus den Vereinigten Staaten.
In den Jahren 2020, 2022 und 2023 wurde Hull australische Meisterin im 5000-Meter-Lauf sowie 2023 und 2024 auch über 1500 Meter.

## Persönliche Bestleistungen
- 800 Meter: 1:59,99 min, 22. Juni 2024 in Genf
- 1500 Meter: 3:50,83 min, 7. Juli 2024 in Paris (Ozeanienrekord)
  - 1500 Meter (Halle): 4:01,19 min, 11. Februar 2024 in New York City (Ozeanienrekord)
- Meile: 4:15,34 min, 21. Juli 2023 in Monaco (Ozeanienrekord)
  - Meile (Halle): 4:19,03 min, 11. Februar 2024 in New York (Ozeanienrekord)
- 2000 Meter: 5:19,70 min, 12. Juli 2024 in Monaco (Weltrekord)
- 3000 Meter: 8:25,82 min, 30. Mai 2024 in Oslo (australischer Rekord)
  - 3000 Meter (Halle): 8:24,39 min, 2. März 2024 in Glasgow (Ozeanienrekord)
- 5000 Meter: 14:43,80 min, 14. August 2020 in Monaco (australischer Rekord)